# MODTRAIN
MODTRAIN — проект з розробки концепції та створення модульного залізничного транспортного засобу для інтегрованих залізничних мереж Європи.
Офіційний старт проекту відбувся 1 лютого 2004. В рамках проекту розробляються функціональні, електричні, механічні компоненти, інтер'єр та екстер'єр нового покоління міжміських поїздів та локомотивів. У проекті беруть участь 37 компаній та організацій, наприклад провідні постачальники залізничного устаткування — Alstom, Bombardier, Siemens AG, національні оператори залізниць Deutsche Bahn AG, SNCF, а також постачальники компонентів, дослідницькі організації та регіональні асоціації операторів залізниць.